# 鉄道信号機/履歴
信号保安から鉄道信号機へ一部記述を移動した理由による履歴を掲載。
- 2009年7月15日 (水) 18:33 Moha (35,180 バイト) (→移動閉塞)
- 2008年11月27日 (木) 23:31 Tam0031  M (34,931 バイト) (自動列車保安装置改名対応)
- 2008年5月25日 (日) 00:08 Tam0031 (34,913 バイト) (→列車位置検知技術: 列車位置検知技術の総論記事立項に伴うリンク)
- 2008年5月10日 (土) 18:27 Tam0031 (34,879 バイト) (分かりやすくなるように説明書きを強化、節の切り分け直し)
- 2008年1月24日 (木) 22:24 Balmung0731  M (31,621 バイト) (dab AWB)
- 2008年1月18日 (金) 00:06 Tam0031 (31,605 バイト) (閉塞方式改名対応、mainテンプレ2個追加、車上信号を車内信号に変更)
- 2008年1月17日 (木) 00:31 Tam0031 (31,555 バイト) (→自動信号: 軌道回路・車軸カウンタ)
- 2008年1月3日 (木) 23:43 Tam0031 M (31,491 バイト) (→時刻表運行方式: リンク修正)
- 2008年1月3日 (木) 09:45 Tam0031 (31,517 バイト) (DEFAULTSORT付加)
- 2008年1月3日 (木) 08:43 Jms (31,479 バイト) (fix typo, 画像サイズ調整 (元画像 813px を 203 px で表示)
- 2008年1月3日 (木) 00:40 Tam0031 (31,474 バイト) (en:Railway signalling (12:17, 23 December 2007 UTC) から翻訳、鉄道の信号システム全体を説明)